# Capestang
Capestang är en kommun i departementet Hérault i regionen Occitanien i södra Frankrike. Kommunen ligger i kantonen Capestang som tillhör arrondissementet Béziers. År 2022 hade Capestang 3 413 invånare.

## Befolkningsutveckling
Antalet invånare i kommunen Capestang
Referens:INSEE